# Fonds de Leffe
La Leffe (ou ruisseau de Leffe, ou officiellement : les Fonds de Leffe) est un ruisseau prenant sa source au hameau de « Grognaux » du village de Thynes. Elle se jette dans la Meuse immédiatement en aval de l'abbaye de Leffe qu'elle traverse en une galerie souterraine.
Il existe une société de pêche privée « La truite de la Leffe ».